# クラージュ
株式会社クラージュは、東京都渋谷区に本社を置く日本の芸能事務所。1991年4月2日、東京都港区六本木でモデルエージェンシーとして設立、ファッション雑誌を中心に広告等に出演させた。2007年10月よりキッズセクションとしてクラージュキッズを始める、その後本社を渋谷区東（駅：恵比寿）に移転、2012年5月に大阪支社、2012年10月に名古屋スタジオ設立、計5スタジオ。

## 所属者
- 小林喜日
- 山城琉飛
- 野々山ひなた
- 古川凛
- 高松咲希
- 中島琴音
- 須田琥珀
- 石田凛音